# Liste der Nummer-eins-Hits in Südkorea (2025)
Dies ist eine Liste der Nummer-eins-Hits in Südkorea im Jahr 2025, basierend auf den offiziellen Circle Charts (wöchentliche Top 200 Digital Chart bzw. Top 100 Album Chart).

## Singles
| ← 2024 ← | Liste der Nummer-eins-Hits in Südkorea | Liste der Nummer-eins-Hits in Südkorea                      | Liste der Nummer-eins-Hits in Südkorea |                           |
| \| Zeitraum \| Wo. ges. \| Interpret \| Titel Autor(en) \| Zusätzliche Informationen \| \| (Zeitraum, Wochen auf Platz eins, Interpret, Titel, Autor[en], zusätzliche Informationen) \| \| \| \| \| \| ----------------------------------------------------------------------------------------- \| -------- \| ----------------------------------------------------------- \| ------------------------------------------------------------------------------------------------------------------------------------------------------------------------------------------------------------------------------------------ \| ------------------------- \| \| 8. Dezember 2024 – 4. Januar 2025 4 Wochen (insgesamt 10) \| 10 \| Rosé feat. Bruno Mars 로제 feat. Bruno Mars \| Apt. Theron Makiel Thomas, Philip Martin Lawrence II, Michael Donald Chapman, Peter Gene Hernandez, Christopher Steven Brown, Rogét Lufti Chahayed, Park Chae-young, Nicholas Barry Chinn, Omer Fedi, Henry Russell Walter, Amy Rose Allen \| – \| \| 5. Januar 2025 – 8. Februar 2025 5 Wochen (insgesamt 7) \| 7 \| G-Dragon feat. Taeyang & Daesung G-Dragon feat. 태양 & 대성 \| Home Sweet Home Lennard Oestmann, Kim Seong-wu, Hwang Shin, Nos, Robin Lee Cho, Kim Byung-hoon, Seol Jeong-hun, Park Hong-jun, Cha Hyun-jung, Kwon Ji-yong \| – \| \| 9. Februar 2025 – 22. Februar 2025 2 Wochen \| 2 \| Ive 아이브 \| Rebel Heart Maia Linnea Wright, Thomas Gustafsson, Emily-Madelen Aarsheim Harbakk, Jimmy Erik Robert Jansson, Jeon Se-won, Ham Ju-seon, Jordan Michael Roman, Jack David Brady \| – \| \| 23. Februar 2025 – 12. April 2025 7 Wochen \| 7 \| G-Dragon feat. Anderson Paak \| Too Bad Alissia Benveniste, Kwon Ji-yong, Brandon Paak Anderson, Uforo Imeh Ebong, Stephen Michael Feigenbaum \| – \| \| 13. April 2025 – 19. April 2025 1 Woche \| 1 \| Lim Young-woong 임영웅 \| Heavenly Ever After 천국보다 아름다운 \| – \| \| 20. April 2025 – 3. Mai 2025 2 Wochen \| 2 \| Jennie 제니 \| Like Jennie Amanda Renée Ibanez, Kim Je-ni, Jorge Antonio Alfonzo Sr., Taylor Monet Parks, Thomas Wesley Pentz, Woo Ji-ho \| – \| \| 4. Mai 2025 – 10. Mai 2025 1 Woche \| 1 \| Woodz \| Drowning Lee Kyo-chang, Kim Ho-hyun, Cho Seung-youn \| – \| \| 11. Mai 2025 – 24. Mai 2025 2 Wochen (insgesamt 6) \| 6 \| 10cm \| To Reach You 너에게 닿기를 Tomofumi Tanizawa \| – \| \| 25. Mai 2025 – 31. Mai 2025 1 Woche \| 1 \| Seventeen 세븐틴 \| Thunder Lee Ji-hoon, Kye Bum-joo, Choi Seung-choel \| – \| \| 1. Juni 2025 – 28. Juni 2025 4 Wochen (insgesamt 6) \| 6 \| 10cm \| To Reach You 너에게 닿기를 Tomofumi Tanizawa \| – \| \| 29. Juni 2025 – 5. Juli 2025 1 Woche \| 1 \| AllDay Project \| Famous Claudia Annabelle Cooney, Isabelle Zikai Gbotto Carlsson, Park Hong-jun, Joe Rhee, Jo Woo-chan, Lee Yeong-seo, Lee Chae-won \| – \| |                                        |                                                             | |                           |
| ← 2024 |                                        |                                                             | |                           |
| Zeitraum | Wo. ges.                               | Interpret                                                   | Titel Autor(en) | Zusätzliche Informationen |
| (Zeitraum, Wochen auf Platz eins, Interpret, Titel, Autor[en], zusätzliche Informationen) |                                        |                                                             | |                           |
| 8. Dezember 2024 – 4. Januar 2025 4 Wochen (insgesamt 10) | 10                                     | Rosé feat. Bruno Mars 로제 feat. Bruno Mars                 | Apt. Theron Makiel Thomas, Philip Martin Lawrence II, Michael Donald Chapman, Peter Gene Hernandez, Christopher Steven Brown, Rogét Lufti Chahayed, Park Chae-young, Nicholas Barry Chinn, Omer Fedi, Henry Russell Walter, Amy Rose Allen | –                         |
| 5. Januar 2025 – 8. Februar 2025 5 Wochen (insgesamt 7) | 7                                      | G-Dragon feat. Taeyang & Daesung G-Dragon feat. 태양 & 대성 | Home Sweet Home Lennard Oestmann, Kim Seong-wu, Hwang Shin, Nos, Robin Lee Cho, Kim Byung-hoon, Seol Jeong-hun, Park Hong-jun, Cha Hyun-jung, Kwon Ji-yong                                                                                 | –                         |
| 9. Februar 2025 – 22. Februar 2025 2 Wochen | 2                                      | Ive 아이브                                                  | Rebel Heart Maia Linnea Wright, Thomas Gustafsson, Emily-Madelen Aarsheim Harbakk, Jimmy Erik Robert Jansson, Jeon Se-won, Ham Ju-seon, Jordan Michael Roman, Jack David Brady                                                             | –                         |
| 23. Februar 2025 – 12. April 2025 7 Wochen | 7                                      | G-Dragon feat. Anderson Paak                                | Too Bad Alissia Benveniste, Kwon Ji-yong, Brandon Paak Anderson, Uforo Imeh Ebong, Stephen Michael Feigenbaum | –                         |
| 13. April 2025 – 19. April 2025 1 Woche | 1                                      | Lim Young-woong 임영웅                                      | Heavenly Ever After 천국보다 아름다운 | –                         |
| 20. April 2025 – 3. Mai 2025 2 Wochen | 2                                      | Jennie 제니                                                 | Like Jennie Amanda Renée Ibanez, Kim Je-ni, Jorge Antonio Alfonzo Sr., Taylor Monet Parks, Thomas Wesley Pentz, Woo Ji-ho | –                         |
| 4. Mai 2025 – 10. Mai 2025 1 Woche | 1                                      | Woodz                                                       | Drowning Lee Kyo-chang, Kim Ho-hyun, Cho Seung-youn | –                         |
| 11. Mai 2025 – 24. Mai 2025 2 Wochen (insgesamt 6) | 6                                      | 10cm                                                        | To Reach You 너에게 닿기를 Tomofumi Tanizawa | –                         |
| 25. Mai 2025 – 31. Mai 2025 1 Woche | 1                                      | Seventeen 세븐틴                                            | Thunder Lee Ji-hoon, Kye Bum-joo, Choi Seung-choel | –                         |
| 1. Juni 2025 – 28. Juni 2025 4 Wochen (insgesamt 6) | 6                                      | 10cm                                                        | To Reach You 너에게 닿기를 Tomofumi Tanizawa | –                         |
| 29. Juni 2025 – 5. Juli 2025 1 Woche | 1                                      | AllDay Project                                              | Famous Claudia Annabelle Cooney, Isabelle Zikai Gbotto Carlsson, Park Hong-jun, Joe Rhee, Jo Woo-chan, Lee Yeong-seo, Lee Chae-won | –                         |

## Alben
| ← 2024 ← | Liste der Nummer-eins-Hits in Südkorea | Liste der Nummer-eins-Hits in Südkorea | Liste der Nummer-eins-Hits in Südkorea |                           |
| \| Zeitraum \| Wo. ges. \| Interpret \| Titel \| Zusätzliche Informationen \| \| (Zeitraum, Wochen auf Platz eins, Interpret, Titel, zusätzliche Informationen) \| \| \| \| \| \| ------------------------------------------------------------------------------ \| -------- \| ------------------------ \| ------------------------------ \| ------------------------- \| \| 29. Dezember 2024 – 4. Januar 2025 1 Woche \| 1 \| NCT Dream \| Dreamscape \| – \| \| 5. Januar 2025 – 11. Januar 2025 1 Woche \| 1 \| BSS 부석순 \| Teleparty \| – \| \| 12. Januar 2025 – 18. Januar 2025 1 Woche \| 1 \| Park Ji Hyeon 박지현 \| Ocean \| – \| \| 19. Januar 2025 – 25. Januar 2025 1 Woche \| 1 \| KickFlip 킥플립 \| Flip It, Kick It! \| – \| \| 26. Januar 2025 – 1. Februar 2025 1 Woche \| 1 \| Eunhyuk 은혁 \| Explorer \| – \| \| 2. Februar 2025 – 8. Februar 2025 1 Woche \| 1 \| Ive 아이브 \| Ive Empathy \| – \| \| 9. Februar 2025 – 15. Februar 2025 1 Woche \| 1 \| Jisoo 지수 \| Amortage \| – \| \| 16. Februar 2025 – 22. Februar 2025 1 Woche \| 1 \| ONF 온앤오프 \| ONF: My Identiy \| – \| \| 23. Februar 2025 – 1. März 2025 1 Woche \| 1 \| Zerobaseone 제로베이스원 \| Blue Paradise \| – \| \| 2. März 2025 – 8. März 2025 1 Woche \| 1 \| Treasure 트레저 \| Pleasure \| – \| \| 9. März 2025 – 15. März 2025 1 Woche \| 1 \| Le Sserafim 르세라핌 \| Hot \| – \| \| 16. März 2025 – 22. März 2025 1 Woche \| 1 \| Nmixx \| Fe3O4: Forward \| – \| \| 23. März 2025 – 29. März 2025 1 Woche \| 1 \| KiiiKiii 키키 \| Uncut Gem \| – \| \| 30. März 2025 – 5. April 2025 1 Woche \| 1 \| The Boyz 더보이즈 \| Unexpected \| – \| \| 6. April 2025 – 12. April 2025 1 Woche \| 1 \| Mark 마크 \| The Firstfruit – The 1st Album \| – \| \| 13. April 2025 – 19. April 2025 1 Woche \| 1 \| NCT Wish \| Poppop – The 2nd Mini Album \| – \| \| 20. April 2025 – 26. April 2025 1 Woche \| 1 \| TWS 투어스 \| Try with Us – 3rd Mini Album \| – \| \| 27. April 2025 – 3. Mai 2025 1 Woche \| 1 \| Nexz 넥스지 \| O-rly? \| – \| \| 4. Mai 2025 – 10. Mai 2025 1 Woche \| 1 \| P1Harmony \| Duh! \| – \| \| 11. Mai 2025 – 17. Mai 2025 1 Woche \| 1 \| Boynextdoor \| No Genre \| – \| \| 18. Mai 2025 – 24. Mai 2025 1 Woche \| 1 \| Riize \| Odyssey – The 1st Album \| – \| \| 25. Mai 2025 – 31. Mai 2025 1 Woche \| 1 \| Seventeen 세븐틴 \| 5th Album „Happy Burstday“ \| – \| \| 1. Juni 2025 – 7. Juni 2025 1 Woche \| 1 \| Enhypen \| Desire: Unleash \| – \| \| 8. Juni 2025 – 14. Juni 2025 1 Woche \| 1 \| Ateez 에이티즈 \| Golden Hour: Part 3 (Paco) \| – \| \| 15. Juni 2025 – 21. Juni 2025 1 Woche \| 1 \| Illit 아일릿 \| Bomb \| – \| \| 22. Juni 2025 – 28. Juni 2025 1 Woche \| 1 \| Aespa \| Dirty Work \| – \| \| 29. Juni 2025 – 5. Juli 2025 1 Woche \| 1 \| Nouera 누에라 \| N: Number of Cases (Poca) \| – \| |                                        |                                        |                                        |                           |
| ← 2024 |                                        |                                        |                                        |                           |
| Zeitraum | Wo. ges.                               | Interpret                              | Titel                                  | Zusätzliche Informationen |
| (Zeitraum, Wochen auf Platz eins, Interpret, Titel, zusätzliche Informationen) |                                        |                                        |                                        |                           |
| 29. Dezember 2024 – 4. Januar 2025 1 Woche | 1                                      | NCT Dream                              | Dreamscape                             | –                         |
| 5. Januar 2025 – 11. Januar 2025 1 Woche | 1                                      | BSS 부석순                             | Teleparty                              | –                         |
| 12. Januar 2025 – 18. Januar 2025 1 Woche | 1                                      | Park Ji Hyeon 박지현                   | Ocean                                  | –                         |
| 19. Januar 2025 – 25. Januar 2025 1 Woche | 1                                      | KickFlip 킥플립                        | Flip It, Kick It!                      | –                         |
| 26. Januar 2025 – 1. Februar 2025 1 Woche | 1                                      | Eunhyuk 은혁                           | Explorer                               | –                         |
| 2. Februar 2025 – 8. Februar 2025 1 Woche | 1                                      | Ive 아이브                             | Ive Empathy                            | –                         |
| 9. Februar 2025 – 15. Februar 2025 1 Woche | 1                                      | Jisoo 지수                             | Amortage                               | –                         |
| 16. Februar 2025 – 22. Februar 2025 1 Woche | 1                                      | ONF 온앤오프                           | ONF: My Identiy                        | –                         |
| 23. Februar 2025 – 1. März 2025 1 Woche | 1                                      | Zerobaseone 제로베이스원               | Blue Paradise                          | –                         |
| 2. März 2025 – 8. März 2025 1 Woche | 1                                      | Treasure 트레저                        | Pleasure                               | –                         |
| 9. März 2025 – 15. März 2025 1 Woche | 1                                      | Le Sserafim 르세라핌                   | Hot                                    | –                         |
| 16. März 2025 – 22. März 2025 1 Woche | 1                                      | Nmixx                                  | Fe3O4: Forward                         | –                         |
| 23. März 2025 – 29. März 2025 1 Woche | 1                                      | KiiiKiii 키키                          | Uncut Gem                              | –                         |
| 30. März 2025 – 5. April 2025 1 Woche | 1                                      | The Boyz 더보이즈                      | Unexpected                             | –                         |
| 6. April 2025 – 12. April 2025 1 Woche | 1                                      | Mark 마크                              | The Firstfruit – The 1st Album         | –                         |
| 13. April 2025 – 19. April 2025 1 Woche | 1                                      | NCT Wish                               | Poppop – The 2nd Mini Album            | –                         |
| 20. April 2025 – 26. April 2025 1 Woche | 1                                      | TWS 투어스                             | Try with Us – 3rd Mini Album           | –                         |
| 27. April 2025 – 3. Mai 2025 1 Woche | 1                                      | Nexz 넥스지                            | O-rly?                                 | –                         |
| 4. Mai 2025 – 10. Mai 2025 1 Woche | 1                                      | P1Harmony                              | Duh!                                   | –                         |
| 11. Mai 2025 – 17. Mai 2025 1 Woche | 1                                      | Boynextdoor                            | No Genre                               | –                         |
| 18. Mai 2025 – 24. Mai 2025 1 Woche | 1                                      | Riize                                  | Odyssey – The 1st Album                | –                         |
| 25. Mai 2025 – 31. Mai 2025 1 Woche | 1                                      | Seventeen 세븐틴                       | 5th Album „Happy Burstday“             | –                         |
| 1. Juni 2025 – 7. Juni 2025 1 Woche | 1                                      | Enhypen                                | Desire: Unleash                        | –                         |
| 8. Juni 2025 – 14. Juni 2025 1 Woche | 1                                      | Ateez 에이티즈                         | Golden Hour: Part 3 (Paco)             | –                         |
| 15. Juni 2025 – 21. Juni 2025 1 Woche | 1                                      | Illit 아일릿                           | Bomb                                   | –                         |
| 22. Juni 2025 – 28. Juni 2025 1 Woche | 1                                      | Aespa                                  | Dirty Work                             | –                         |
| 29. Juni 2025 – 5. Juli 2025 1 Woche | 1                                      | Nouera 누에라                          | N: Number of Cases (Poca)              | –                         |